# Омпријани
Омпријани (фр. Ampriani) насеље је и општина у Француској у региону Корзика, у департману Горња Корзика која припада префектури Кор.
По подацима из 2011. године у општини је живело 14 становника, а густина насељености је износила 6,11 становника/km². Општина се простире на површини од 2,29 km². Налази се на средњој надморској висини од 600 метара (максималној 749 m, а минималној 320 m).

## Демографија
| 1962. | 1968. | 1975. | 1982. | 1990. | 1999. | 2011. |
| ----- | ----- | ----- | ----- | ----- | ----- | ----- |
| 24    | 34    | 41    | 36    | 31    | 14    | 14    |

График промене броја становника у току последњих година